# Национальный художественный музей Украины
Национа́льный худо́жественный музе́й Украи́ны (укр. Національний художній музей України) — крупнейший художественный музей страны. Располагается в здании на улице Грушевского, специально построенном для этой цели архитектором В. Городецким по проекту П. Бойцова (неоклассицизм), скульптурное оформление Э. Саля.

## История
Основан в Киеве в 1899 году как «Городской музей антиквариата и искусств». Первоначально в помещениях первого этажа экспонировалась коллекция археологических находок Викентия Хвойки. Официальное открытие и освящение музея состоялось 23 декабря 1904 года, он получил наименование «Киевский художественно-промышленный и научный музей императора Николая Александровича». Также неофициально именовался как «Музей древностей и искусств». Первый директор музея — историк Николай Биляшивский. В первые годы собрание музея пополнялось за счёт киевских меценатов. Много работ попало в коллекцию музея в революционные годы, из национализированных частных собраний.
23 июня 1919 декретом правительства УССР музей объявлен государственной собственностью.
В 1924 получил название «Всеукраинский исторический музей им. Т. Шевченко».
В 1936 году музей был переименован в «Киевский государственный музей украинского искусства», в 1964 году — в «Государственный музей декоративного искусства УССР».

## Коллекция
Фонды Национального художественного музея Украины на текущий момент насчитывают около 40 тысяч экспонатов, среди которых — шедевры украинской и зарубежной живописи, скульптуры и графики от времён Киевской Руси до сегодняшнего дня. В музее одна из богатейших на Украине коллекций иконописи (Волынская икона Богоматери, Святой Георгий с житием). Также представлены классические образцы живописи XIX века, украинский авангард, новейшие течения живописи периода XX—XXI веков.

### Украинская иконопись XII—XIX вв.
Коллекция икон Национального художественного музея — одна из самых известных и самых значительных на Украине. Она принадлежит к редким и уникальным собраниям, которые достойно представляют украинскую иконопись.
Украинская икона — уникальное явление в контексте не только общенациональной культуры, но и мировой. Принимая свои истоки от византийского искусства и испытывая в дальнейшем определённых западноевропейских влияний, украинская икона выкристаллизовала собственный, особый стиль, где образ угадывается благодаря характерному «Украинскому происхождению».
- «Святой Георгий с житием». Византия, середина XI — XII вв.
- «Покрова». ХІІ — XIII вв.
- «Святые Пётр и Павел». XIII — XIV вв.
- «Богоматерь Волынская». Начало XIV в.
- «Страсти Христовы». XVI в.
- «Святые Варвара и Екатерина». 1740-е гг.

### Украинская живопись XIX — начала XX века
XIX — начало XX века — время, которое в истории украинского искусства обозначено таким разнообразием высоких художественных достижений и выдающихся имен, что по праву может считаться «золотым веком».
Украинской живописи, как российской и европейской, присуще соответствие временных с его политическими и социальными сдвигами, с достижениями научно-технического прогресса и эволюции эстетических идеалов, что и обусловило такую большую полярность между искусством начала и конца суток. XIX века на Украине начиналось стремлением художников постичь реальность окружающего мира, ХХ — поисками новой образной речи, которая, отрицая внешнюю иллюзорность, стремилась раскрыть глубинную сущность вселенной. И как бы ни оценивали украинскую классическую живопись, её стилистику, художественный язык, следует отметить самое главное — её гуманистическую направленность, высокую духовность, поэтичность, целостность мировосприятия. Это и есть та первооснова, идущая от истоков народного менталитета.
- «Портрет жены», Аполлон Мокрицкий
- «Идилия», Николай Пимоненко
- «Затишье», Владимир Орловский
- «Портрет девушки в красной шляпе», Александр Мурашко
- «На даче. Полдень», Кириак Костанди
- «В поход», Николай Пимоненко

### Украинская живопись XX века
Национальный художественный музей Украины насчитывает около 4000 произведений живописи XX века, которые определяются высоким профессиональным уровнем, новаторством в контексте мирового и отечественного искусства и в то же время являются знаковыми для определённых периодов украинского изобразительного искусства прошлого века. Эта коллекция аккумулирует художественный и жизненный путь художественной элиты Украины XX века, а следовательно — украинской культуры того времени.
Городской музей древностей и искусств (название музея в 1899—1904 годах) с первых дней своего существования стал тем центром культуры, в котором комплектовались фонды, велась научно-атрибуцийна работа и одновременно интенсивная выставочная деятельность. Так на рубеже XIX—XX веков, когда, фактически, музей ещё не был достроен, в нём при поддержке Киевского общества древностей и искусств уже разворачивались выставочные экспозиции, стали первыми существенными акциями показа нового искусства. Выставочные залы второго этажа музея арендовались Киевским обществом художественных выставок. Так VI выставка общества стала одной из первых, начала выставочную деятельность музея.
- Фёдор Кричевский. «Беатриче», 1911 г.
- Всеволод Максимович. «Автопортрет», 1913 г.
- Всеволод Максимович. «Поцелуй», 1913 г.
- Фотий Красицкий. «Гость из Запорожья», 1916 г.
- Александр Мурашко. «Цветочницы», 1917 г.
- Абрам Маневич. «Портрет Люси», 1934-1935 гг.

## Выставки
В здании Национального художественного музея Украины регулярно проводятся выставки современных художников Украины, получивших признание в стране и за рубежом. Здесь представляли свои работы Сергей Животков, Людмила Ястреб, Александр Гнилицкий, Матвей Вайсберг, Александр Дубовик, Олег Голосий, Василий Рябченко и многие другие.
В начале 2015 года музей представил этапную выставку «Спецфонд. 1937—1939» — открыв публике и специалистам ранее неизвестные имена и работы из закрытых фондов, она стала наиболее представительной выставкой украинского модернистского искусства 1930-х годов за всю историю Украины.